# Милвуд (Вашингтон)
Милвуд (енгл. Millwood) град је у америчкој савезној држави Вашингтон. По попису становништва из 2010. у њему је живело 1.786 становника.

## Демографија
Према попису становништва из 2010. у граду је живело 1.786 становника, што је 137 (8,3%) становника више него 2000. године.
| Група             | 2000.         | 2010.         |
| Белци             | 1.558 (94,5%) | 1.662 (93,1%) |
| Афроамериканци    | 9 (0,5%)      | 10 (0,6%)     |
| Азијати           | 17 (1,0%)     | 20 (1,1%)     |
| Хиспаноамериканци | 24 (1,5%)     | 34 (1,9%)     |
| Укупно            | 1.649         | 1.786         |